# Grünhöfchen (Kreis Heiligenbeil)
Grünhöfchen ist eine Wüstung im Kreis Heiligenbeil in Ostpreußen. Die frühere Ortsstelle befindet sich heute im Stadtkreis Mamonowo (Heiligenbeil) in der Oblast Kaliningrad (Gebiet Königsberg (Preußen)) Russlands.

## Geographische Lage
Die Ortsstelle Grünhöfchens liegt im Südwesten der Oblast Kaliningrad am Nordufer des Flüsschens Ignatjewka (deutsch und polnisch Omaza) und  weniger als ein Kilometer nördlich der Grenze zur polnischen Woiwodschaft Ermland-Masuren (= südliches Ostpreußen). Bis zur früheren Kreisstadt und heutigen Rajonshauptstadt Heiligenbeil (russisch Mamonowo) sind es vier Kilometer in nordwestlicher Richtung.

## Geschichte
Bei Grünhöfchen handelte es sich um einen Abbau der Stadt Heiligenbeil im ostpreußischen Kreis Heiligenbeil, bestehend aus einem großen und einem kleinen Hof. Grünhöfchen gleichgeordnet waren die Ortschaften: Heinrichshof, Lateinerberg, Lindenhof und Neuwald 27 Einwohner zählte Grünhöfchen im Jahre 1905.
Aufgrund der Abtretung des gesamten nördlichen Ostpreußens 1945 gehörte auch Grünhöfchen zur Sowjetunion, ohne aber eine weitere Erwähnung zu finden. Der Ort wurde wohl wegen seiner unmittelbaren Grenzlage nicht wieder besiedelt, vielleicht ist er auch in einem Nachbarort aufgegangen. Offiziell gilt er als untergegangen. Seine Ortsstelle gehört heute zum Stadtkreis Mamonowo in der russischen Oblast Kaliningrad.

## Religion
Grünhöfchen gehörte bis 1945 zum Kirchspiel der evangelischen Kirche Heiligenbeil in der Kirchenprovinz Ostpreußen der Kirche der Altpreußischen Union. Auch seitens der römisch-katholischen Kirche gehörte Grünhöfchen zur Stadt Heiligenbeil im damaligen Bistum Ermland.

## Verkehr
Die Ortsstelle Grünhöfchens ist heute der Endpunkt eines Landweges, der von Mamonowo über Thomsdorf hierher führt. Vor 1945 führte die Straße weiter bis ins jetzige Polen nach Pęciszewo (Waltersdorf) und Żelazna Góra (Eisenberg).
Thomsdorf war bis 1945 die nächste Bahnstation und lag an der heute nicht mehr befahrenen und teilweise demontierten Bahnstrecke Heiligenbeil–Zinten–Preußisch Eylau.